# Basaria
Basaria é uma vila no distrito de Dhanbad, no estado indiano de Jharkhand.

## Demografia
Segundo o censo de 2001, Basaria tinha uma população de 3966 habitantes. Os indivíduos do sexo masculino constituem 53% da população e os do sexo feminino 47%. Basaria tem uma taxa de literacia de 52%, inferior à média nacional de 59,5%; com 69% para o sexo masculino e 31% para o sexo feminino. 15% da população está abaixo dos 6 anos de idade.